# Tony Shelly
Tony Shelly (2 februari 1937 - 4 oktober 1998) was een autocoureur uit Nieuw-Zeeland. Hij nam in 1962 deel aan 3 Grands Prix Formule 1 voor het team Lotus, maar scoorde hierin geen WK-punten.